# 4-クロロフェノキシ酢酸
4-クロロフェノキシ酢酸（英: 4-Chlorophenoxyacetic Acid）は、植物ホルモンの一種である。

## 用途
合成オーキシンとして作用する。農業分野では植物成長調整剤として「トマトトーン」の商品名で市販され、トマトやナスの着果促進、果実肥大に適用される。一日摂取許容量（ADI）は0.022mg/kg 体重/日と設定されている。